# Sephora
Сефора је мултинационални ланац трговина за личну негу и лепоту са седиштем у Паризу, у Француској, основан 1969. године у Лиможу. Са скоро 300 брендова, заједно са својом приватном робном марком, Сефора нуди козметичке производе, козметику, негу коже, тела, мирисе, лакове за нокте и негу косе. Сефора је у власништву луксузног конгломерата ЛВМХ од 1997. Име долази од грчке речи Зипора (грчки: Σεπφωρα, Сеппхора), супруге Мојсија.

## Историја
Сефора је први пут отворен у Паризу 14. августа 1969. године. Купио га је Доминике Мандонауд 1993. године, а куповину је спојио са својим ланцем парфема под брендом Сефора. Мандонауд је заслужан за оснивање Сефора "асистираног самоуслужног" продајног искуства, које је одступило од тада типичних малопродајних модела за козметику охрабривањем купаца да испробавају производе у трговини пре куповине.
Мандонауд је наставио са ширењем бренда Сефора током 1990-их, отварајући своју водећу трговину на Елизејским пољанама 1997. У јулу 1997. Мандонауд и његови партнери продали су Сефору ЛВМХ-у, који је проширио трговине широм света и подржао понуду производа како би укључио лепоту и козметичке производе. 
Сефора је проширила своје пословање на тржишта Блиског истока 2007. године и отворила преко 44 Сефора УАЕ и КСА продавница. Проширује партнерство са својим ексклузивним брендовима у региону.
1. јануара 2014. године, Келвин Макдоналд је заменио Давида Сулитеануа за председника и главног извршног директора Сефора Америка. Сулитеану је именован за извршног директора Кендо брендова, још један посао у ЛВМХ портфолиу.[2]

Сефора је отворила своју прву продавницу у Сједињеним Државама у Њујорку 1998. и своју прву канадску продавницу у Торонту 2004. Седиште Северне Америке налази се у Сан Франциску, са сједиштем у Њујорку и Монтреалу. Сефора тренутно има преко 430 продавница широм Северне Америке.
Дана 26. августа 2016. године, Сефора је отворила своју 400. локацију у Северној Америци на Величанственој миљи у Чикагу. Продавница је нова локација у граду.
Дана 31. марта 2017, Сефора је отворила своју највећу малопродајну локацију у Северној Америци у близини Трга Хералд. Продавница је око 11.380 квадратних метара и има преко 13.000 производа. То је једна од шест локација Сефора ТИП продавница, са интерактивним услугама и алатима, у Северној Америци; друге укључују Сан Франциско, Бостон, Чикаго, долину Сант Клера и Торонто. 
Дана 19. новембра 2018. године, Сефора је потписала дугорочни уговор о закупу на градском тргу Метепек, новом трговачком и забавном центру у Мексику, у укупном износу од 1,7 милиона квадратних метара.

## Брендови
Сефора садржи разне козметичке производе из више од 300 брендова, укључујући НАРС козметику, мејк ап фор Евр, Ту Фејсд, Анастасиа Беверли Хилс, Урбан Дикеј, Бенефит Козметикс, Амејзинг Козметикс, Бјути Ејд, Ланком Козметикс, Џо Малоун Лондон, ИСЛ Бјути Ивес Сеинт Лаурент, Татцха, Худа Бјути, Кет Вон Д, и Боби Браун Козметикс. Сефора такође има сопствену шминку, негу коже, алате за негу и прибор. Амбалажа за ту линију карактерише издужени логотип у стандардној црној боји.
Године 2010. компанија је представила колекције мириса са Мари-Кејт и Ашли Олсен, познатом као Елизабет и Џејмс, и линију шминке са Марк Џејкобсом.

## Награде и достигнућа
У 2010, Вумен'с Веар Дејли назвао је Сефору специјалистом за малопродају године.
У марту 2018. године ФестКомпани је именовао Сефору на 36. место (од 50) на њиховој листи "Најиновативнијих компанија на свету", наводећи своју проширену понуду широко разноликих и инклузивних производних линија као што је Фенти Бјути. 